# Arlen Specter
Arlen Specter (Wichita (Kansas) 12 februari, 1930 – Philadelphia (Pennsylvania), 14 oktober 2012) was een Amerikaans politicus van de Democratische Partij. Eerder was hij van 1966 tot 2009 lid van de Republikeinse Partij, en van 1951 tot 1965 een Democraat. Hij was senator voor Pennsylvania van 1981 tot 2011.

## Achtergrond
Specter werd geboren als de zoon van Russisch-Joodse ouders. Hij studeerde internationale betrekkingen aan de Universiteit van Oklahoma en later aan de Universiteit van Pennsylvania. Tijdens de Koreaanse Oorlog diende hij bij de luchtmacht als officier bij de Air Force Office of Special Investigations. In 1956 behaalde hij een graad aan de Yale Law School.
Vervolgens opende hij samen met anderen een eigen advocatenkantoor en ging later werken onder de lokale Officier van Justitie. Op aanbeveling van de Afgevaardigde – en latere president Gerald Ford – was hij betrokken bij het onderzoek naar de moord op president Kennedy en (staf)lid van de Commissie-Warren.
In 1956 huwde hij met Joan Levvy. Samen kregen zij twee zonen.

## Politieke carrière
Specter stelde zich in 1956 voor de eerste keer en met succes verkiesbaar voor de functie van Openbaar aanklager. Hij was kandidaat voor de Republikeinen, terwijl hij nog als Democraat geregistreerd stond. In 1964 maakte hij deel uit van de Commissie-Warren.
In 1976 deed hij een poging om de Republikeinse genomineerde te worden voor een zetel in de Amerikaanse Senaat namens de staat Pennsylvania, maar hij werd bij de voorverkiezingen verslagen. Een volgende poging in 1978 om gouverneur van die staat te worden mislukte ook. Een tweede poging, in 1980, om in de Senaat gekozen te worden had wel succes.

### Senaat
Een van de grootste politieke daden die aan Specter werd toegeschreven was het tegenhouden van de benoeming van Robert Bork als rechter voor het Amerikaanse Hooggerechtshof in 1987. Tijdens het impeachment tegen president Bill Clinton in 1998 bekritiseerde Specter zijn eigen partij voor de manier waarop zij handelden. Ook was hij zeer kritisch op plannen van de regering van president George W. Bush om Amerikaanse burgers zonder gerechtsbevel af te luisteren.
Specter stelt dat hij persoonlijk tegen abortus is, maar het recht van de vrouw om zelf te kiezen steunt. Hij is voor de doodstraf, en steunt veel voorstellen die moeten leiden tot een strengere wapenwetgeving. Ook steunt hij het plan voor amnestie voor de vele illegale immigranten die Amerika kent.

### Overstap naar de Democratische Partij
In april 2009 besloot Specter over te stappen naar de Democraten. Binnen de conservatieve vleugel van de Republikeinse Partij was hij al niet heel populair vanwege zijn gematigde standpunten. Voor de verkiezingen van 2010 kreeg hij te maken met een meer conservatieve Republikeinse tegenkandidaat die die zijn kansen op herverkiezing tot vrijwel nul reduceerden.
De overstap was belangrijk omdat het de Democraten aan de benodigde 60e Senaatszetel kon helpen die het voor de Republikeinen bijna onmogelijk zou maken om voorstellen van de Democraten tegen te houden. Specter kondigde aan ook als Democraat zijn eigen koers te blijven varen.
Op 18 mei 2010 werd Specter bij de Democratisch voorverkiezingen toch verslagen door Joe Sestak, lid van het Huis van Afgevaardigden. Hij keerde daardoor na januari 2011 niet terug in de Senaat.
- Gemeinsame Normdatei: 11904787X
- International Standard Name Identifier: 0000 0003 7407 5892
- Library of Congress Control Number: n84054427
- National Archives and Records Administration: 10569869
- SNAC: w6z140t4
- Biographical Directory of the United States Congress: S000709
- Virtual International Authority File: 15571266
- WorldCat: E39PBJy8wXDXCcWh9RMDmmrg8C